# Passo di Fletta
Il passo di Fletta è un valico alpino in Valle Camonica a quota 1.160 m s.l.m. È raggiungibile da Loritto, frazione di Malonno, oppure da Edolo.